# L'Abadal (Aramunt)
L'Abadal és una partida rural formada per camps de conreu del Pallars Jussà situada en el terme municipal de Conca de Dalt, al Pallars Jussà, a l'antic terme d'Aramunt, en l'àmbit del poble d'Aramunt.
Està situada al nord-oest de la vila d'Aramunt, a llevant de la masia de la Casanova, al nord del Camí de la Pobla de Segur, al sud-est de la partida de Santa Maria d'Horta i al sud-oest de les Malpodades.
Consta de quasi 14 hectàrees (13,8548) de terres de conreu, amb alternança de les de secà i de les de regadiu. També hi ha alguns trossos improductius i bosquina.